# Блуменфельдт Еліза Гансівна
Еліза Гансівна Блуменфельдт (нар. 24 вересня 1898, Аесоо — 2 серпня 1982) — естонська радянська доярка, Герой Соціалістичної Праці.

## Біографія
Народилася 24 вересня 1898 року у селі Аесоо Ліфляндської губернії Російської імперії (нині волость Торі повіту Пярнумаа Естонії) в селянській сім'ї. Естонка. Із семирічного віку допомагала батькам доглядати за коровами. 1911 року закінчила початкову школу в селі Каансоо.
Протягом 1918—1940 років проживала в Естонській Республіці, батрачила у волості Васталемма повіту Вільяндімаа. З 1930 року жила на хуторі Пійстаоя волості Торі Пярнуського повіту, де місцеві тваринники займалися виведенням нових порід худоби.
З 1944 року (після закінчення німецько-радянської війни, коли Естонія перебувала вже у складі СРСР) працювала у Пійстаої на новоствореній станції Інституту тваринництва та ветеринарії Академії наук Естонської РСР (нині Вяндраська дослідна станція з розведення корів Естонського науково-дослідного інституту тваринництва та ветеринарії) дояркою-скотаркою. Науковці та тваринники дослідної станції за короткий час досягли значних успіхів. Якщо ще 1946 року виробництво молока від однієї корови не перевищувало 3 000 кілограмів, то 1949 року середня продуктивність становила 5 513 кілограмів. Для досягнення високих показників отримання відмінної продукції від закріпленої за нею групи корів Еліза Гансівна застосувала індивідуальне триразове годування корів, чотириразовий удій і зразковий догляд за тваринами. Це дозволило їй у 1949 році від кожної з десяти закріплених за нею груп корів надоїти по 6 390 кг молока із вмістом 252 кілограмів молочного жиру (середня жирність молока 3,95 %) у середньому від корови за рік. Указом Президії Верховної Ради СРСР від 16 серпня 1950 року за досягнення високих показників у тваринництві в 1949 році при виконанні дослідною станцією плану здачі державі сільськогосподарських продуктів та плану приросту поголів'я по кожному виду продуктивної худоби та птиці Блуменфельдт Елізі Гансівні присвоєно звання Героя Соціалістичної Праці з врученням ордена Леніна (№ 124 927) та золотої медалі «Серп і Молот» (№ 5 473).
Продовжувала працювати на дослідній станції, неодноразово досягала високих виробничих показників. У 1954 та 1955 роках брала участь у Всесоюзній сільськогосподарській виставці. 1956 року вийшла на пенсію. Жила на хуторі Пійстаоя. Померла 2 серпня 1982 року. Похована на цвинтарі Саарді в місті Кілінгі-Нимме.